# 鮫島尚信
鮫島 尚信（さめしま なおのぶ、弘化2年3月10日（1845年4月16日） - 明治13年（1880年）12月4日）は、明治時代の日本の外交官。旧薩摩藩士。通称は誠蔵。
鮫島武之助の兄。台湾で植民地貿易やレンガ製造を行った鮫島盛は弟。ルイ・ヴィトンの鞄を日本人として最初に購入した人物。

## 人物・来歴
薩摩国鹿児島城下山之口馬場町の薩摩藩藩医、鮫島淳愿の子として生まれる。15歳で石河確太郎に蘭学を学んだあと、藩命により文久元年（1861年）3月に藩命により岩崎玄朴、田中幸斉らととも蘭医研究生として長崎に遊学する。この長崎滞在中に時代の趨勢を感じ取った鮫島は、上野敬助（上野景範）と同様、蘭学から英学へとその専攻を変えることとなり、医学を勉強する傍ら、何礼之の塾や、瓜生寅が主宰する英学塾「培社」で英学を学んだ。
元治元年（1864年）に設立された藩立洋学校「開成所」で訓導（句読士）を務める。この時、長崎の培社の実質的な運営者だった前島密を英語講師に招いている。慶応元年（1865年）、薩摩藩の留学生として森有礼、長澤鼎、吉田清成、五代友厚ら15名でイギリスに留学しユニヴァーシティ・カレッジ・ロンドン法文学部に約1年間学ぶ。慶応3年（1867年）、森有礼、長沢鼎、吉田清成、畠山義成、松村淳蔵ら6名で渡米しトマス・レイク・ハリスの結社「新生社」に入り、ブドウ園で働きつつ学んだ。途中意見対立があり、森と鮫島は帰国、吉田、畠山、松村はフェリス牧師の仲介でニュージャージー州ニューブランズウィックのラトガース大学へ移った。
ハリスは王政復古後の日本政府で働くことを勧めたので鮫島は森有礼ともに帰国することとし、翌明治元年（1868年）、両名は日本に到着した。長澤鼎のみは、アメリカに残り、ブドウ栽培に携わった。同年10月、外国官権判事、東京府判事などを経て、翌年7月に東京府権大参事となり、明治3年（1870年）8月に外務大丞、同年の欧州差遣、少弁務使を経て、明治4年（1871年）にロンドンに着任した。明治5年（1872年）、中弁務使に進んだのちパリに着任し、弁理公使、特命全権公使と昇進した。中弁務使時代に「フランスで豪遊している日本人」の噂を聞きつけ、その正体が山城屋和助であると突き止めた。山城屋は陸軍の御用商人であったことから本国に報告したことで山城屋事件が発覚している。またこの間、お雇い外国人のフレデリック・マーシャルとともに若い日本の外交官向けに『Diplomatic Guide』（邦題は鮫島が「外国交法案内」と命名）を作成した。明治6年（1873年）には、鮫島はギュスターヴ・エミール・ボアソナードに日本人留学生へ法律学を教えるように依頼し、留学生らはボアソナードに学んだ。これがきっかけとなり、ボアソナードは同年にお雇い外国人として日本に赴くこととなった。
明治7年（1874年）4月、帰国。翌年に外務省の次官である外務大輔となった。
明治11年（1878年）1月、再び在仏特命全権公使を任じられフランスに駐在した。このとき、外務卿の寺島宗則から条約改正交渉に入るよう訓令されている。
このときはベルギー公使を兼務した。条約改正については、ひとえにイギリスの意向にかかっており、鮫島はイギリスが同意するならばフランスもそれに倣うとの情報を得ている。
在仏公使在任中にパリで持病の肺病に倒れ、35歳で病没した。終世友人だった森有礼はその葬儀にかけつけ、弔辞で「気高き働き人」と述べたという。

## 墓所・霊廟・銅像
- 墓所は青山霊園。                              パリのモンパルナス墓地に日本式の墓がある[9]。

若き薩摩の群像

- 昭和57年（1982年）、鹿児島中央駅前東口広場に彫刻家の中村晋也が制作した薩摩藩英国留学生の像『若き薩摩の群像[10]』の一人として銅像が建てられている。

## 著作
- 鮫島文書研究会編 『鮫島尚信在欧外交書簡録』 思文閣出版、2002年5月、ISBN 478420962X

編書
- Diplomatic Guide. drawn up by the Legation of Japan in Paris, William Blackwood and Sons, 1874.